# Qezel Ḩeşār-e ‘Olyā
Qezel Ḩeşār-e ‘Olyā (persiska: Qezel Ḩeşār-e Bālā, قزل حصار بالا, قزل حصار عليا) är en ort i Iran.   Den ligger i provinsen Nordkhorasan, i den nordöstra delen av landet, 500 km öster om huvudstaden Teheran. Qezel Ḩeşār-e ‘Olyā ligger 1 419 meter över havet och antalet invånare är 126.
Terrängen runt Qezel Ḩeşār-e ‘Olyā är varierad. Runt Qezel Ḩeşār-e ‘Olyā är det ganska glesbefolkat, med 27 invånare per kvadratkilometer. Närmaste större samhälle är Chahār Chūbeh, 2,5 km söder om Qezel Ḩeşār-e ‘Olyā. Omgivningarna runt Qezel Ḩeşār-e ‘Olyā är i huvudsak ett öppet busklandskap.